# Nadmorski Park Krajobrazowy

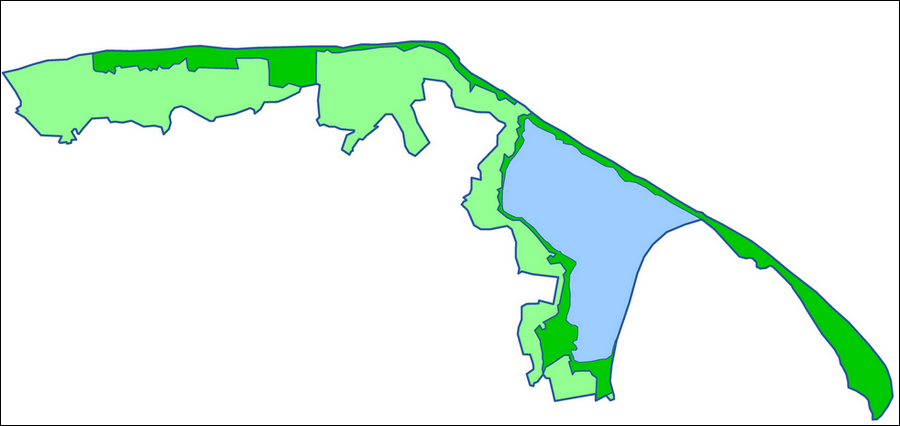
Nadmorski Park Krajobrazowy (tmavě) a ochranné pásmo (světle)

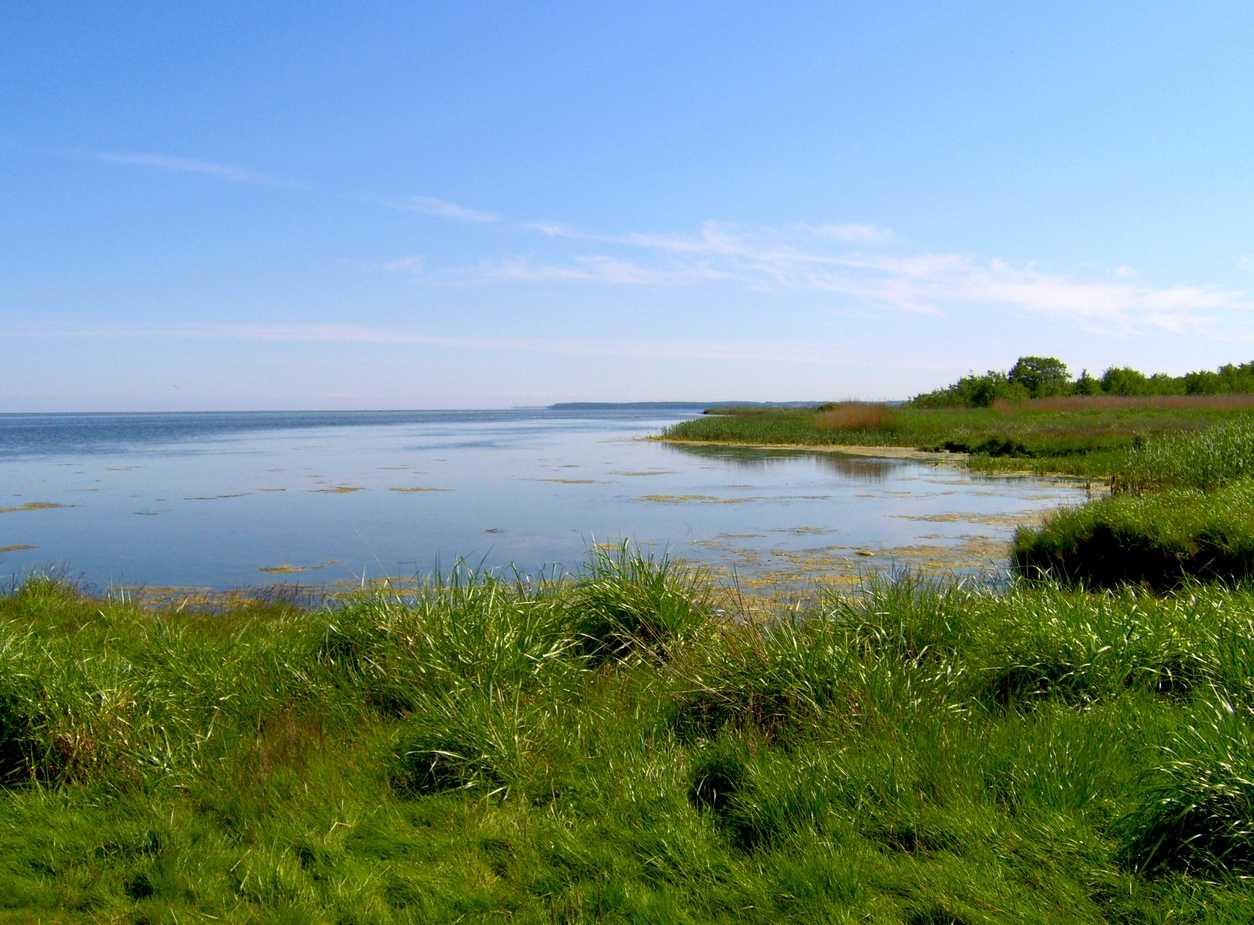
Słone Łąki

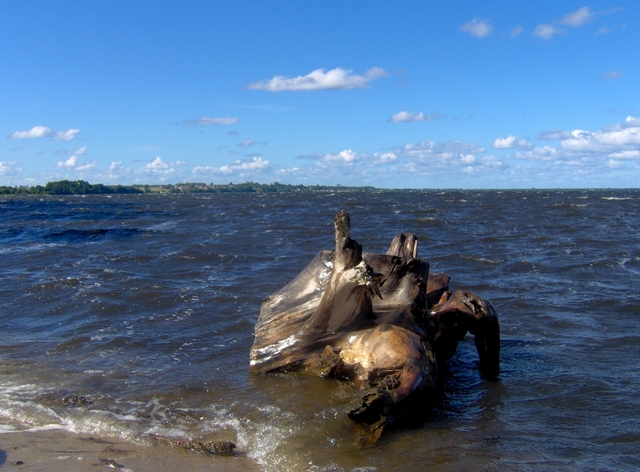
Pobřeží Puckého zálivu

Nadmorski Park Krajobrazowy (kašubsky Nadmòrsczi Park Krajòbrazny, český překlad Přímořská chráněná krajinná oblast) je krajinný park (chráněná krajinná oblast) ležící v severním Polsku, vyhlášená v roce 1978.
Zahrnuje pás od Białogóry po Helskou kosu, a od Rewy západní pobřeží Puckého zálivu.
V této chráněné oblasti najdeme všechny biotopy charakteristické pro jižní pobřeží Baltského moře. Jsou zde typická vrchovištní rašeliniště baltického typu. Pravá polovina oblasti je pokryta lesy, zejména borovými. V Rozewii je rezervace buků.
Faunu tvoří převážně ptáci, jako jsou racci, káňata a jespák bojovný. Pobřežní vody jsou bohaté na řasy, škeble a měkkýše. Najdeme zde také mnoho druhů ryb: koljušku tříostnou, plotici obecnou, okouna, úhoře říčního. Pucký záliv je unikátním sídlem tuleně.

## Přírodní rezervace v chráněné oblasti Nadmorski Park Krajobrazowy
- Přírodní rezervace Beka
- Přírodní rezervace Białogóra
- Přírodní rezervace Dolina Chłapowska
- Přírodní rezervace Helskie Wydmy
- Přírodní rezervace Mechelińskie Łąki
- Přírodní rezervace Piaśnickie Łąki
- Přírodní rezervace Przylądek Rozewie
- Přírodní rezervace Słone Łąki
- Přírodní rezervace Widowo

## Přírodní rezervace v ochranném pásmu parku
- Přírodní rezervace Babnica
- Přírodní rezervace Bielawa
- Přírodní rezervace Długosz Królewski w Łęczynie
- Přírodní rezervace Moroszka Bielawskiego Błota
- Přírodní rezervace Woskownica Bielawskiego Błota
- Přírodní rezervace Zielone

## Přírodní památky
- Dwunastu Apostołów

## Galerie

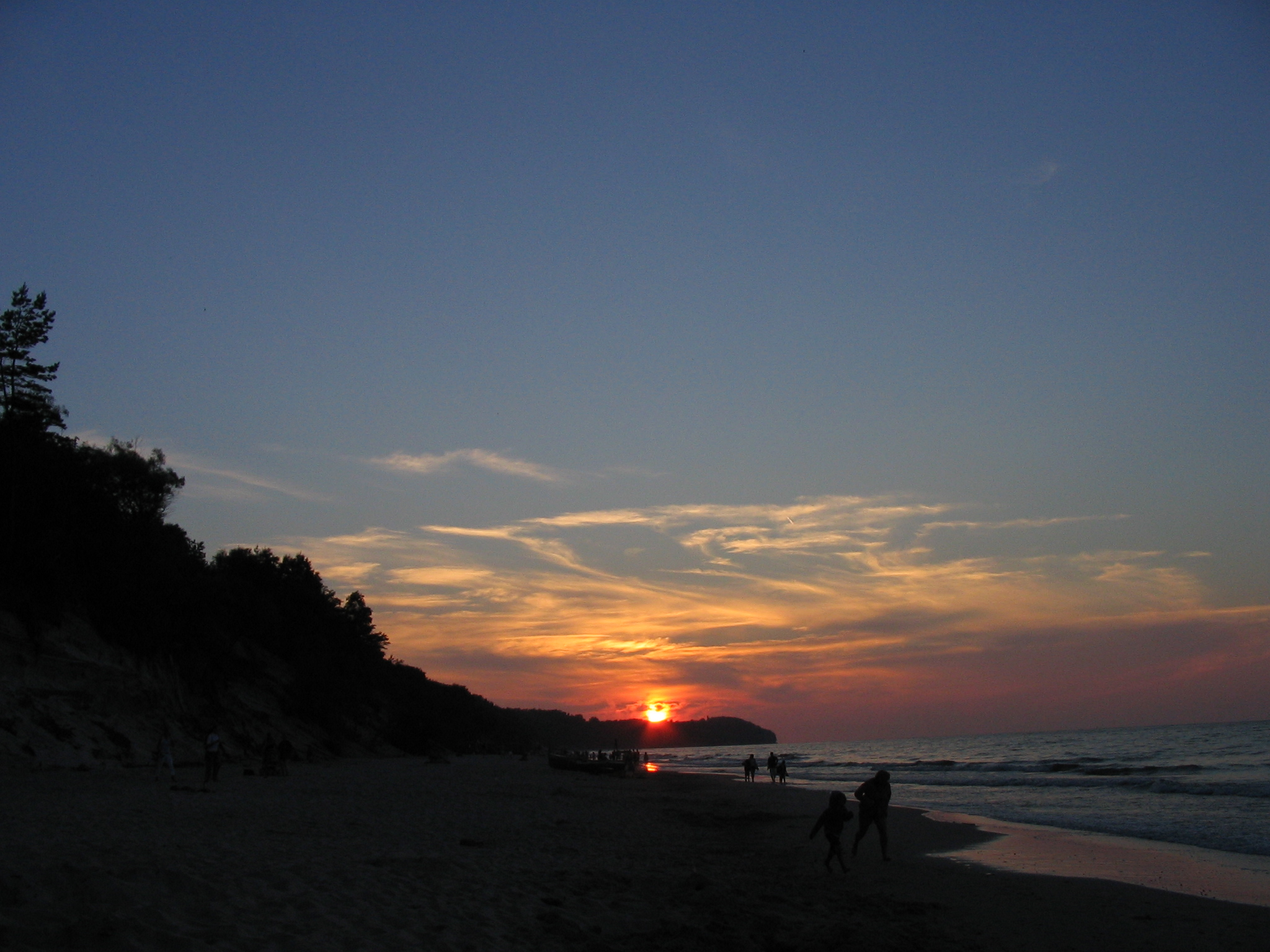
Výběžek Rozewie - pohled z pláže v Chłapowu
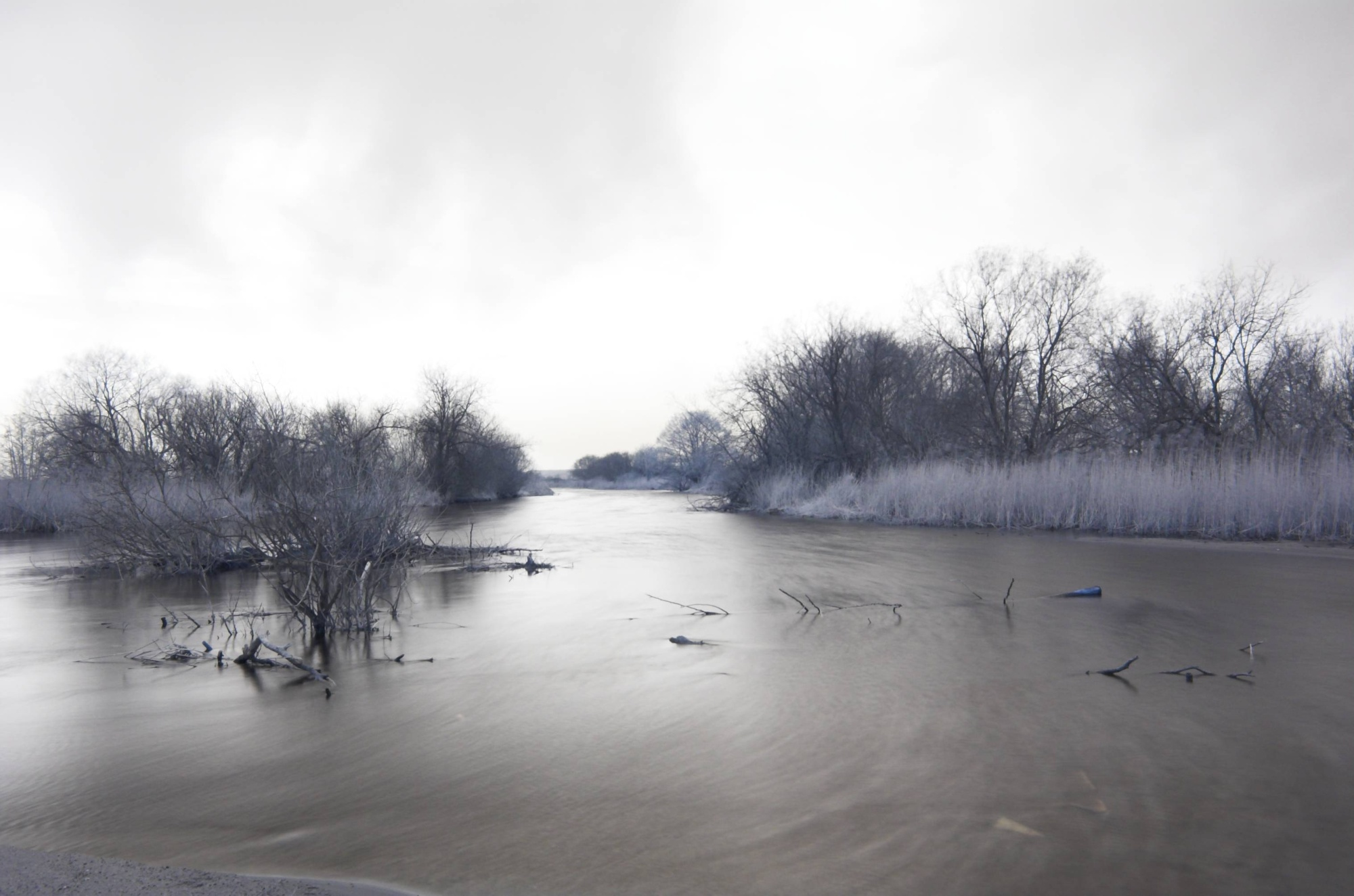
Ústí řeky Redy do Puckého zálivu
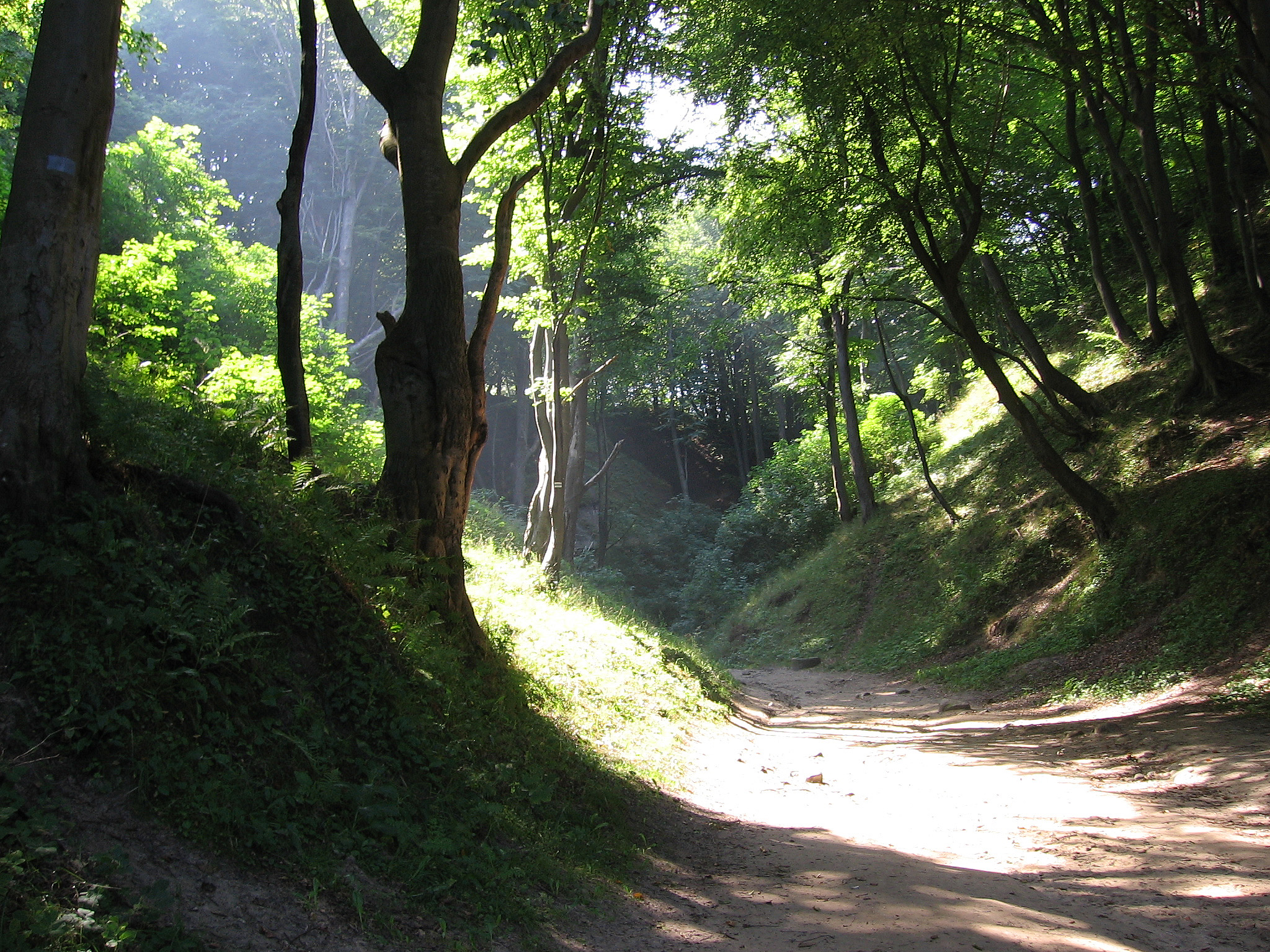
Lisi Jar
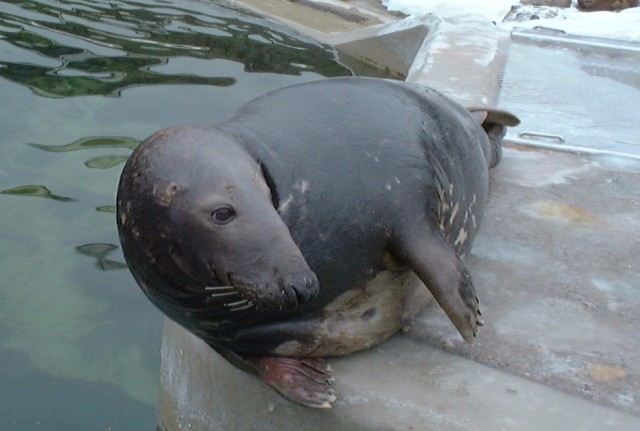
Tuleň v helském fokáriu